# Karkar (fiume)

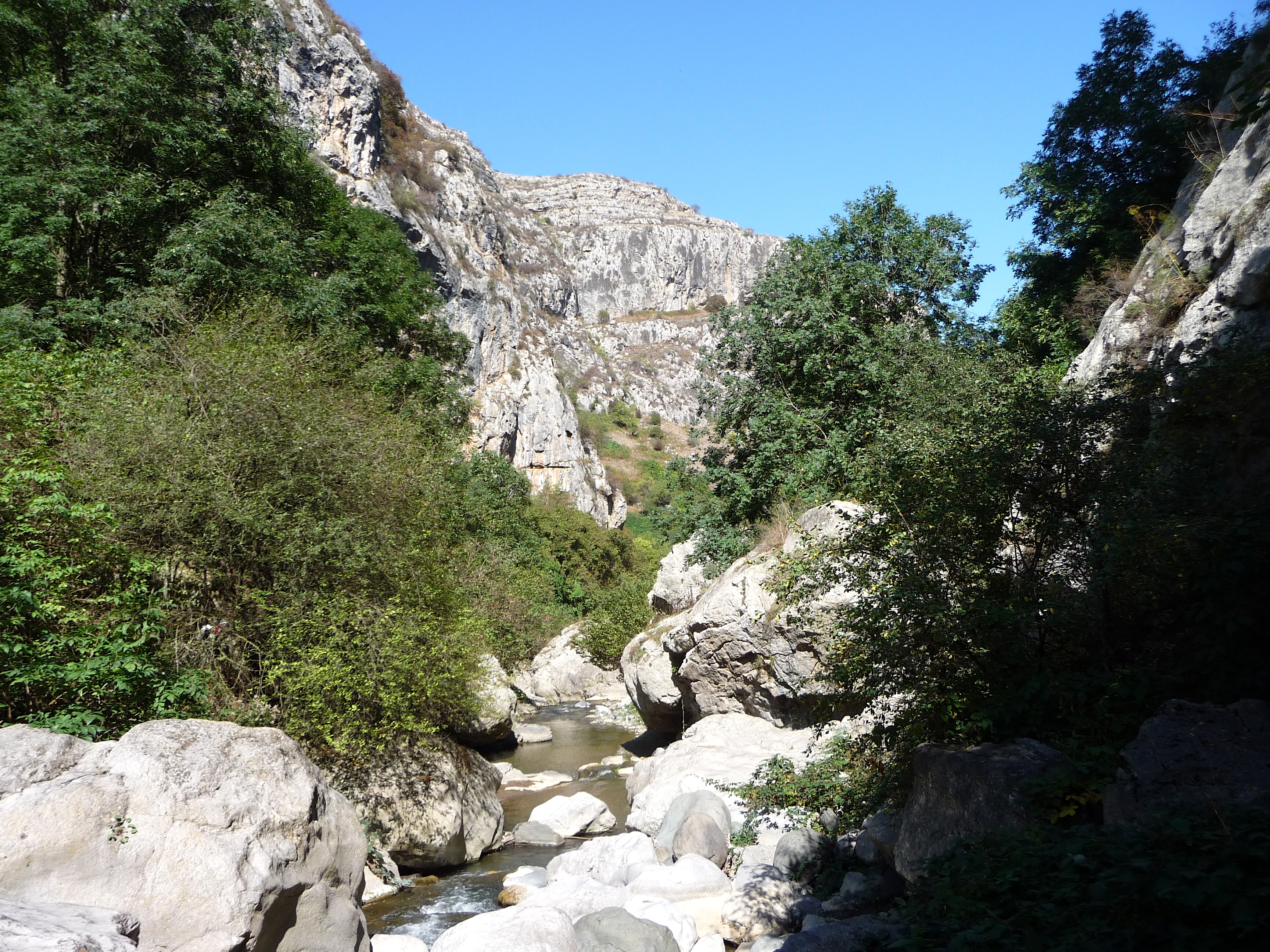
il Karkar nei pressi del villaggio di Karintak (Nagorno Karabakh)

Il fiume Karkar (in azero: Qarqarçay, in armeno: Քարքար), anche Qarqar, è un fiume facente parte del bacino idrico del Kura.
Nasce nella repubblica del Nagorno Karabakh, nel distretto di Shushi, a 2.080 metri di altitudine, formato dalla confluenza dei torrenti Zarysly e Khalfali, e si sviluppa per 115 chilometri attraversando il territorio dell'Azerbaigian prima di immettersi nel Kura.
È alimentato da diversi corsi d'acqua fra i quali i più importanti sono il Ballyia, il Badara e il Daghdaghan.
Lungo il suo percorso attraversa o lambisce Stepanakert (la capitale del Nagorno Karabakh), la Fortezza di Askeran, Ağdam per poi entrare nella piana azera formata dal Kura e dall'Aras.
Nel suo tratto iniziale il fiume ha scavato la suggestiva gola di Hunot dove viene praticato il rafting.